# Нуриев, Марат Абдулхаевич
Мара́т Абдулха́евич Нури́ев (род. 14 мая 1966, с. Шемяково, Апастовский район, Татарская АССР, РСФСР, СССР) — российский предприниматель, политик и общественный деятель. Депутат Государственной Думы Федерального собрания Российской Федерации  VIII созыва, член Комитета по строительству и жилищно-коммунальному хозяйству. Ранее являлся депутатом Государственного Совета Республики Татарстан VI созыва, руководителем Координационного Совета программы «Благоустройство» при РООР «Союз коммунальных предприятий РТ», руководителем Управляющей компании «Уютный дом» — одной из крупнейших управляющих компаний в сфере ЖКХ Республики Татарстан. Заслуженный работник жилищно-коммунального хозяйства Российской Федерации и Заслуженный работник жилищно-коммунального хозяйства Республики Татарстан.
Из-за вторжения России на Украину, находится под международными санкциями стран Евросоюза, США, Новой Зеландии и Швейцарии

## Биография

### Основные этапы
Родился 14 мая 1966 года в селе Шемяково Апастовского района Татарской АССР.
С 1983 по 1984 год — тракторист в колхозе им. Н. К. Крупской, Апастовский район, ТАССР.
С 1984 по 1986 год — проходил военную службу в Центральной группе войск на территории Чехословакии (ЧССР).
С 1986 по 1989 год — тракторист в Апастовском районном объединении «Сельхозхимия» (ТАССР).
С 1989 по 1990 год — слесарь-сантехник в ЖЭУ-8 Производственного треста жилищного хозяйства Вахитовского района г. Казань.
С 1990 по 1995 год — инженер в ЖЭУ-49 ПТЖХ Вахитовского района г. Казань.
С 1995 по 2001 год — заместитель управляющего ПО «Казгоржилхоз» ПТЖХ № 1 Вахитовского района г. Казань.
В 1999 году получил высшее образование в Казанской государственной архитектурно-строительной академии по специальности «инженер по водоснабжению и водоотведению».
С 2001 по 2002 год — заместитель директора Автономной некоммерческой организации «Жилсервис» Вахитовского района г. Казань.
В 2002 году — директор АНО «Жилсервис» Ново-Савиновского района г. Казань.
С 2002 по 2006 год — директор Муниципального унитарного предприятия «Жилсервис» Ново-Савиновского района г. Казань.
С 2005 по 2019 год — депутат Казанской городской Думы.
С 2006 по 2021 год — генеральный директор ООО "Управляющая компания «Уютный дом».
С 2017 по 2021 год — генеральный директор ООО "Управляющая компания «Уютный Дом Групп».
С 2019 по 2021 год — депутат Государственного Совета Республики Татарстан.
С 2021 года — депутат Государственной Думы Федерального собрания Российской Федерации.

### Образование
В 1999 году окончил Казанскую государственную архитектурно-строительную академию (КГАСА) по специальности «инженер по водоснабжению и водоотведению». В 2015 году по решению Учёного совета университета Марату Нуриеву присвоено почетное звание «Почетный выпускник КГАСУ».

### Профессиональная и предпринимательская деятельность
С 1983 по 1989 год, с двухлетним перерывом на службу в армии, Марат Нуриев работал трактористом и механизатором в родном Апастовском районе, после чего переехал в Казань. Вся его профессиональная и предпринимательская деятельность в столице Татарстана связана со сферой жилищно-коммунальных услуг. С 1989 по 2006 год он последовательно прошёл путь от слесаря-сантехника до директора крупного Муниципального унитарного предприятия «Жилсервис» Ново-Савиновского района Казани.
В 2006 году Марат Нуриев получил высшее региональное звание в сфере ЖКХ — Заслуженный работник жилищно-коммунального хозяйства Республики Татарстан.
В 2006 году начал предпринимательскую деятельность, став руководителем управляющей компании «Уютный дом» (со временем организация разделилась на два юридических лица: ООО "Управляющая компания «Уютный дом» и ООО "УК «Уютный Дом Групп»).
Во главе управляющей компании Марат Нуриев был награждён дипломом «Золотой капитал России» в номинации «Лучший руководитель предприятия ЖКХ-2010». В 2013 году Марат Нуриев стал одним из победителей в абсолютной категории всероссийского конкурса «Менеджер года — 2013», проводимого Вольным экономическим обществом России и Международной Академией менеджмента при поддержке Совета Федерации Федерального Собрания Российской Федерации. Кроме этого он стал лауреатом республиканского общественного конкурса «Руководитель года-2013», учрежденного указом Президента Республики Татарстан и организуемого Ассоциацией предприятий и предпринимателей РТ, в номинации «За успешное управление предприятием малого (среднего) бизнеса». В 2015 году Марат Нуриев был награждён Фондом знаком отличия «Знак качества ЖКХ».
В 2016 году удостоен высшего федерального звания в сфере ЖКХ — Заслуженный работник жилищно-коммунального хозяйства Российской Федерации.
Весной 2020 года ведущий татарстанский интернет-портал Бизнес Online впервые составил рейтинг топ-50 влиятельных персон сферы ЖКХ Республики. В нём Марата Нуриева поместили на седьмую строчку, он стал единственным не госслужащим в «первой десятке». Эксперты отметили, что на него ориентируются руководители многих других управляющих компаний Татарстана, как на «законодателя мод» в этой области. Также издание подчёркивает, что мнение Марата Нуриева учитывается высшими руководителями региона, как специалиста и эксперта в вопросах жилищно-коммунального хозяйства. Он приглашается в качестве спикера в СМИ, участвует в общественно значимых дискуссиях по проблемам ЖКХ с участием ведущих экспертов из государственных и бизнес-структур Татарстана.

#### Управляющая компания «Уютный дом»
Управляющая компания «Уютный дом» стала одной из первых управляющих компаний Республики Татарстан и Российской Федерации, появившихся после принятия Жилищного кодекса РФ, и одной из крупнейших в сфере ЖКХ Татарстана. В организации трудятся более 1,5 тысяч сотрудников, она обслуживает более 550 многоквартирных жилых домов Казани с общим числом квартир около 60 тысяч, в которых проживают примерно 150 тысяч горожан.
Под руководством Марата Нуриева управляющая компания «Уютный дом» неоднократно становилась победителем всероссийских и республиканских профессиональных конкурсов. По итогам дебютного для себя, 2006 года, предприятие заняло первое место на Всероссийском конкурсе на лучшую организацию/предприятие сферы жилищно-коммунального хозяйства. Через год в этом конкурсе компания удостоилась диплома уже высшей степени.
По итогам 2010 года Министерство регионального развития Российской Федерации вручило «Уютному дому» диплом высшей степени «Всероссийского конкурса на лучшее предприятие, организацию жилищно-коммунального хозяйства» в номинации «Управляющие организации, товарищества собственников жилья до 2000 тыс. кв. м» (награды от Минрегиона РФ вручались и в другие годы). Кроме того, на Всероссийской конференции Национального Жилищного Конгресса конкурсная комиссия определила УК «Уютный дом» победителем в категории «Наиболее энергоэффективный проект в ЖКХ России, в сфере управления многоквартирными домами», за разработку и применение проекта "Внедрение энергосберегающих технологий и реализация программы «Энергоэффективный квартал». Также на этом конкурсе была присуждена победа в основной (первой) категории «Лучший двор по комплексному благоустройству» (детская игровая и спортивная инфраструктура) (эта же награда вручалась «Уютному дому» в и 2008 году).
По итогам 2011 года «Уютный дом» победил в конкурсе «Самый благоустроенный населенный пункт Республики Татарстан», устроенном Министерством строительства, архитектуры и ЖКХ РТ. А в 2012 году одержал победу в номинации «Лучший проект в сфере торговли и услуг» на региональном этапе конкурса «Бизнес-Успех», организованного Общероссийской общественной организацией малого и среднего предпринимательства «Опора России», медиахолдингом «Опора-Кредит» и Агентством инвестиционного развития Республики Татарстан.
В 2014 году ООО Управляющая компания «Уютный дом» стала победителем «Первого Всероссийского конкурса реализованных проектов в области энергосбережения и повышения энергоэффективности ENES» организованного Министерством энергетики Российской Федерации совместно с Правительством Москвы, в номинации «Лучший энергоэффективный многоквартирный жилой дом». По итогам республиканского конкурса среди управляющих компаний за 2015 год УК «Уютный дом» победила в номинации «Лучшая управляющая организация в сфере управления многоквартирными домами Республики Татарстан».
Одна из наиболее значимых федеральных наград в сфере ЖКХ — это звание «Дом образцового содержания» которое вручается один раз в год Государственной корпорацией Фонд содействия реформированию жилищно-коммунального хозяйства за «выдающиеся успехи в управлении и содержании многоквартирного дома, внедрении современных энергосберегающих и энергоэффективных технологий, создании комфортных и безопасных условий проживания граждан, развитии института ответственных собственников жилья». Всего на 23 марта 2021 года в 65 субъектах Российской Федерации такой статус имеют 106 многоквартирных дома. УК «Уютный дом» является единственной управляющей компанией в Приволжском федеральном округе в ведении которой находится сразу два «Дома образцового содержания», они получили свои награды в 2015 и 2018 годах.

### Политическая деятельность
Со 2 октября 2002 года является членом партии «Единая Россия». С 2005 по 2019 год Марат Нуриев избирался депутатом Казанской городской Думы первого, второго и третьего созывов, по Ямашевскому избирательному округу № 13. Он входил в две постоянные комиссии муниципального органа: по градостроительству и жилищно-коммунальному хозяйству, а также по охране здоровья горожан и окружающей среды.
В 2019 году впервые принял участие в выборах в Государственный Совет Республики Татарстан, шестого созыва. Избирался по Ибрагимовскому одномандатному округу № 7 города Казани от партии Единая Россия, и выиграл. Став депутатом Госсовета РТ вошёл в Комитет по жилищной политике и инфраструктурному развитию. Кроме этого, он является руководителем Координационного Совета программы «Благоустройство» при Региональном отраслевом объединении работодателей «Союз коммунальных предприятий РТ». В сентябре 2021 года сложил депутатские полномочия в Госсовете РТ, в связи с избранием депутатом Государственной Думы РФ VIII созыва.
Весной 2021 года выставил свою кандидатуру на электронное предварительное голосование по кандидатурам для последующего выдвижения от партии «Единая Россия» кандидатами в депутаты Государственной Думы Федерального Собрания VIII созыва, по Центральному одномандатному избирательному округу Республики Татарстан, одержал в них победу. После этого участвовал уже непосредственно в выборах в Государственную Думу Федерального собрания Российской Федерации VIII созыва, прошедших в сентябре, и по их результатам был избран депутатом Госдумы по Центральному одномандатному избирательному округу № 31 Республики Татарстан. Вскоре после избрания вошёл в состав Комитета Госдумы по строительству и жилищно-коммунальному хозяйству.

### Благотворительная деятельность
Марат Нуриев активно занимается благотворительной деятельностью. Является соучредителем Республиканского благотворительного фонда «Энием-мама», оказывающего помощь женщинам, детям, многодетным и малообеспеченным семьям. В 2011 году стал победителем Республиканского конкурса «Благотворитель года», организованного Республиканским советом по вопросам благотворительной деятельности и Кабинетом Министров Республики Татарстан, с участием Президента Республики Татарстан Рустама Минниханова. В 2016 году Марат Нуриев стал инициатором открытия Центра натуральной вещевой помощи малоимущим, в рамках городского проекта «Добрая Казань», предложенного мэром города Ильсуром Метшиным. Изначально вещи в учреждение для безвозмездной вещевой помощи малоимущим гражданам начали приносить работники управляющей компании и подрядных организаций, позже к ним присоединилось сотни семей жителей города, принося в общей сложности тысячи наименований одежды, обуви, детских игрушек. Весной 2020 года Марат Нуриев принял участие в республиканской акции «Отдай запасной гаджет в свою школу», объявленной по рекомендации Министерства образования и науки РТ, на фоне распространения коронавирусной инфекции COVID-19, передал в школы г. Казани и Апастовского района 20 компьютерных планшетов.

## Награды и признания
Государственные, региональные и муниципальные:
- Заслуженный работник жилищно-коммунального хозяйства Российской Федерации (2016)
- Заслуженный работник жилищно-коммунального хозяйства Республики Татарстан[тат.] (2006)
- Медаль «За заслуги в развитие жилищно-коммунального хозяйства России» (2010)
- Медаль «В память 1000-летия Казани» (2005)
- Медаль ордена «За заслуги перед Республикой Татарстан» (2021)
- Знак отличия «За труд и доблесть на благо Казани» (2019)
- Почётная грамота города Казани, вручена «За активное участие в успешном выполнении капитального ремонта жилых домов города Казани» (2012)
- Благодарственное письмо мэра города Казани, вручена «За большой вклад в развитие города Казани, в становление местного самоуправления, плодотворную деятельность в Казанской городской Думе» (2010)

Общественные:
- Диплом «Золотой капитал России» в номинации «Лучший руководитель предприятия ЖКХ-2010»
- Победитель Всероссийского конкурса «Менеджер года — 2013»
- Лауреат Республиканского общественного конкурса «Руководитель года-2013»
- Знак отличия «Знак качества ЖКХ» (Государственной корпорации Фонд содействия реформированию жилищно-коммунального хозяйства, 2015)

Интернет-портал Бизнес Online включает Марата Нуриева в рейтинг «Топ-100 деловой элиты Татарстана».

## Санкции
30 сентября 2022 года, на фоне вторжения России на Украину, был внесён в санкционный список США в ответ на «фиктивные референдумы» и «аннексию территорий Украины российскими оккупационными силами». Государственный департамент отмечает что депутаты единогласно приняли закон о фейках, а некоторые депутаты сыграли ключевую роль в распространении российской дезинформации о войне.
16 декабря 2022 года внесён в санкционный список Евросоюза за поддержку и реализации политики, подрывающую территориальную целостность, суверенитет и независимость Украины, так как он «проголосовал за незаконную аннексию Донецкой, Луганской, Херсонской и Запорожской областей Украины».
23 февраля 2023 года включён в санкционный список Канады «соратников режима», так как он «голосовал за законодательство связанное с вторжением и попыткой аннексии четырех регионов Украины».
По аналогичным основаниям включён в санкционные списки Швейцарии, Украины и Новой Зеландии

## Семейное положение
Женат, в браке более 30 лет, воспитывает троих детей. Один из сыновей — Айдар Нуриев, профессиональный автогонщик, мастер спорта международного класса, чемпион Европы по ралли-кроссу 2019 года и вице-чемпион 2018 года, чемпион России по зимним трековым гонкам 2021 года, обладатель Кубка России по ледовым автогонкам 2021 года, обладатель Кубка России по кольцевым автогонкам 2017 года.